# Samuel D. Ingham

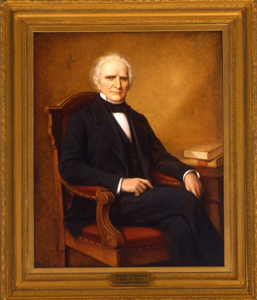
Samuel D. Ingham.

Samuel Delucenna Ingham, född 16 september 1779 i New Hope i Pennsylvania, död 5 juni 1860 i Trenton i New Jersey, var en amerikansk politiker. Han var ledamot av USA:s representanthus från Pennsylvania och USA:s finansminister under president Andrew Jackson.
Ingham blev efter studietiden verksam med pappersbruk. Han var ledamot av USA:s representanthus 1813–1818 och 1822–1829. Han var först ordförande för pensionsutskottet, senare för postutskottet.
Som Andrew Jacksons finansminister hade Ingham nationalbanken Second Bank of the United States som sin viktigaste fråga. Jackson uppfattade nationalbanken som en farlig monopol; presidenten litade varken på nationalbanken eller på andra banker. Jackson ansåg vidare att sedlar borde tas ur bruk och endast mynt skulle användas som pengar i USA. Jackson trodde dessutom att avskaffandet av sedlar skulle motsvara syftet med USA:s konstitution. Ingham trodde på nationalbanken och gjorde sitt bästa i att förmedla i konflikterna mellan presidenten och bankchefen Nicholas Biddle.
Trots att Ingham inte lyckades i sina medlingsförsök, hade finansministerns avgång ingenting med nationalbanken att göra. Ingham avgick tillsammans med andra ministrar när de ansåg att krigsminister Eatons hustru Peggy inte kunde accepteras som gäst på officiella bjudningar i Washington, D.C. Skandalen kallades Petticoat Affair.
Efter tiden som finansminister återvände Ingham till industrin. Förutom för pappersbruk var han verksam i utvecklingen av antracitfält. Hans grav finns i Solebury, Pennsylvania.